# Centrale Veiligheidsdienst

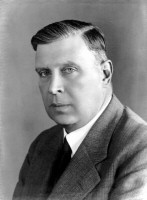
Louis Einthoven, hoofd van het Centrale Veiligheidsdienst

De Centrale Veiligheidsdienst (CVD) was een Nederlandse veiligheidsdienst die in 1946 werd opgericht als opvolger van het Bureau Nationale Veiligheid (BNV) en die op zijn beurt in 1949 werd opgevolgd door de Binnenlandse Veiligheidsdienst (BVD).

## Oprichting
Na de oorlog was de regering zich bewust hoe belangrijk inlichtingen konden zijn en wilde dan ook een permanente veiligheidsdienst oprichten. Daartoe werd advies ingewonnen bij Louis Einthoven, die als hoofd van het Bureau Nationale Veiligheid adviseerde om een organisatie op te richten naar het voorbeeld van de Britse veiligheidsdienst MI5, dat wil zeggen zonder opsporingsbevoegdheden en alleen verantwoordelijk voor het vergaren van inlichtingen. Een geheime politie zoals de Duitse Gestapo wilde men immers nooit meer. Tevens zette Einthoven sterk in op professionaliteit en goed opgeleide medewerkers.
Overeenkomstig deze adviezen werd bij geheim koninklijk besluit van 9 april 1946 de Centrale Veiligheidsdienst opgericht, met Einthoven als hoofd. De nieuwe dienst viel onder verantwoordelijkheid van het ministerie van Algemene Zaken van minister-president Beel, met wie Einthoven het goed kon vinden.

## Organisatie
De Centrale Veiligheidsdienst bestond per 1 september 1947 uit de volgende afdelingen:
- Afdeling A: bestaande uit Centrale Documentatie (CD, 31 medewerkers) en Inwendige Dienst (ID, 29 medewerkers)
- Afdeling B: Extremismebestrijding (30 medewerkers)
- Afdeling C: Contraspionage (7 medewerkers)
- Afdeling D: Beveiliging (11 medewerkers)

Het hoofd van de CVD werd bijgestaan door een kabinet met 7 medewerkers, verdeeld over Kabinet Algemeen (KA) en Kabinet Bijzonder (KB), met name voor het onderhouden van de betrekkingen met externe partners en afnemers. Daarnaast waren nog eens 7 medewerkers in Duitsland actief, wat het totaal aantal medewerkers op 122 bracht. Zij waren voornamelijk afkomstig uit het gereformeerde verzet, oud-medewerkers van het Bureau Inlichtingen (BI) en politie-ambtenaren.
Eveneens naar het voorbeeld van MI5 liet Einthoven een centraal kaartsysteem opzetten waarin alle personen en dossiers van de dienst werden bijgehouden, waar lagere medewerkers uit veiligheidsoverwegingen telkens slechts gedeeltelijk inzicht in kregen. Het archief van de CVD werd in 2015 overgebracht naar het Nationaal Archief, waar het openbaar te raadplegen is, met uitzondering van stukken die persoonsgegevens van nog levende personen of informatie over dubbelagenten en samenwerking met buitenlandse diensten bevatten.

## Taakstelling
Taak van de CVD was het inwinnen van inlichtingen omtrent spionage, sabotage en schadelijke propaganda, alsmede over mogelijke onwettige ondermijning van het wettig gezag. Na de Praagse Coup in februari 1948 drong het besef door dat de Sovjet-Unie, die aanvankelijk nog als medestrijder tegen nazi-Duitsland werd gezien, bezig was om ook in democratische landen een communistische machtsgreep voor te bereiden. Daarbij werd met name de Communistische Partij Nederland (CPN) gezien als de vijfde colonne van Moskou. Zo werd het communisme de vijand die de herwonnen vrijheid van Nederland bedreigde en waartegen de CVD tijdig moest zien te waarschuwen.
Bij het uitvoeren van deze taken verkreeg de CVD doorgaans weinig medewerking doordat het oprichtingsbesluit geheim was en zodoende maar weinigen van de taken en bevoegdheden van de dienst op de hoogte waren. Daarnaast ondervond de CVD tegenwerking van het ministerie van Justitie dat de veiligheidstaken naar zichzelf toe wilde trekken.
Na onderzoek van de problemen bij de CVD door de Commissie Wijnvelt stelde minister-president Beel op 30 juni 1948 de Commissie Prinsen in om na te gaan of een reorganisatie van de CVD nodig was. Middels een rapport van 22 januari 1949 adviseerde de Commissie Prinsen met name om de CVD onder te brengen bij het ministerie van Binnenlandse Zaken (in plaats van onder de minister-president). Aldus geschiedde bij koninklijk besluit van 8 augustus 1949, waarbij de dienst overeenkomstig zijn nieuwe positie tevens werd omgedoopt tot Binnenlandse Veiligheidsdienst (BVD).